# Anton Weichselbaum

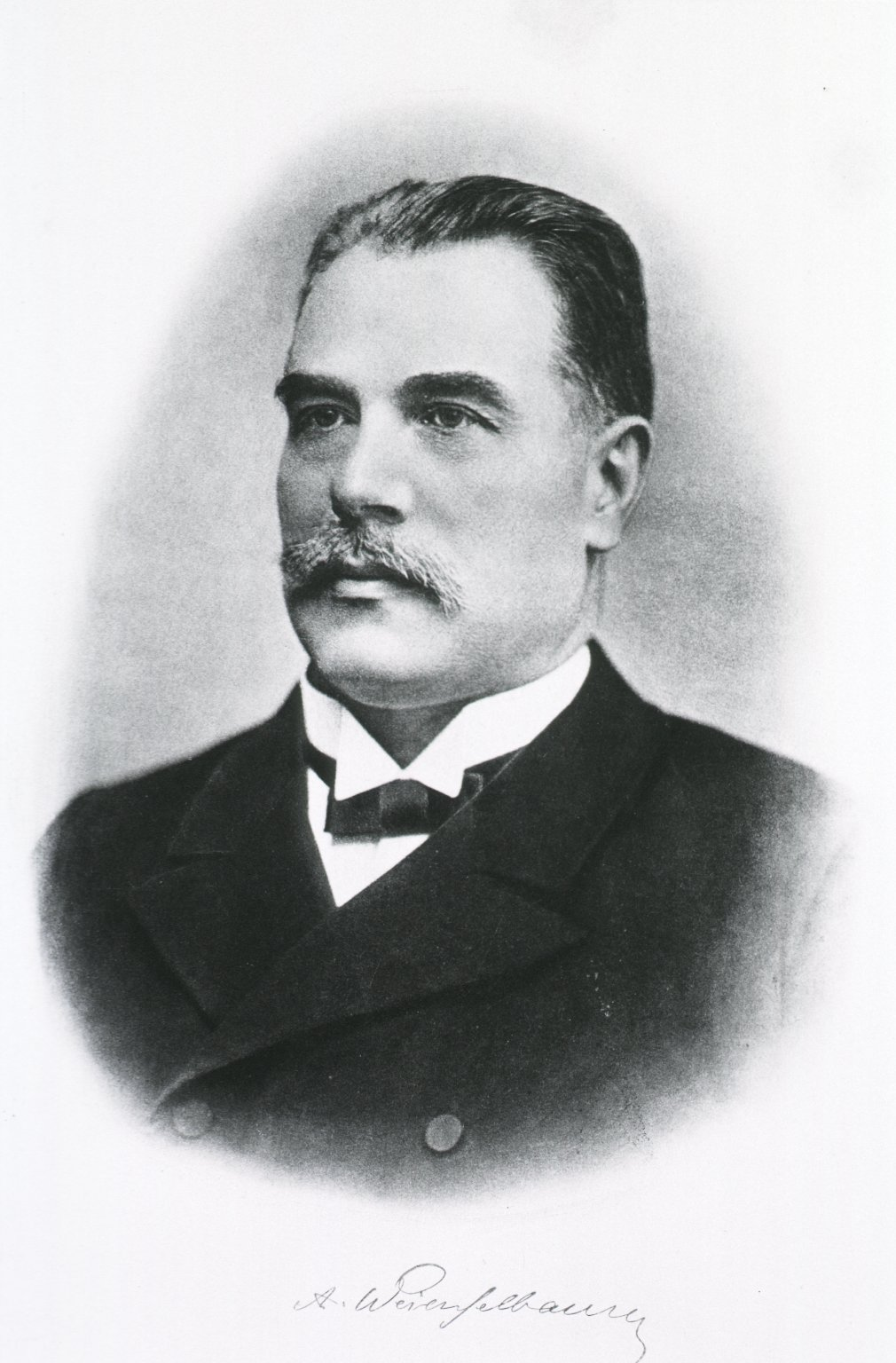

Anton Weichselbaum (8 de fevereiro de 1845 - 23 de outubro de 1920) foi um patologista e bacteriologista austríaco.
Weichselbaum é lembrado por suas contribuições no campo da bacteriologia, e em 1887 foi o primeiro a isolar o agente causador da meningite, que ele chamou de Diplococcus intracellularis meningitidis. A ele também é creditado a primeira descrição detalhada de erosão óssea no local da artrite. Weichselbaum também fez pesquisas importantes que envolviam a tuberculose.